# 五日市町 (広島県)
五日市町（いつかいちちょう）は、かつて広島県佐伯郡に存在した町である。

## 概要
1889年（明治22年）に町村制が施行されると、のちに町域となる五日市村・海老塩浜・皆賀村の3村が合併して五海市村が成立し、その後1911年（明治44年）に五海市村が町制施行して五日市町となった。広島市街の南西に位置し、東端は八幡川を挟んで井口（現広島市西区）と、西端は旧廿日市町（現廿日市市）と接していた。町の東西を山口・九州方面に延びる国道2号が貫く。1899年（明治32年）に開業していた山陽鉄道（のち国鉄を経て現JR西日本山陽本線）五日市駅や1924年（大正14年）開業の広電五日市駅を基点に商業集積および都市化が進んだ。広島市への原子爆弾投下の際には、町域でも窓ガラスが割れるなど被害があったものの、郊外の主要な救援拠点の役割を担った。
第二次世界大戦後、1965年（昭和30年）には五日市町と石内村・河内村・八幡村・観音村が合併して新たに五日市町が発足。高度経済成長期には広島市のベッドタウンとして急激に人口が増加し、1980年の国勢調査において人口日本一の町となっている（87,325人）。
1985年3月20日、広島市に編入合併して町は消滅し、広島市佐伯区が発足した。佐伯区は旧五日市町と一致していたが、2005年に湯来町が佐伯区に編入されたため現在では区域が拡大している。合併にあわせて住居表示の変更が実施された。
廃止時点の人口97,459人は、地方自治法に基づく日本の町として史上第1位である（なお1985年国勢調査で佐伯区の人口は100,026人となっており、合併が半年遅ければ人口10万人を突破していたことになる）。地方自治法以前の町村制時代を含めると、東京府豊多摩郡渋谷町（1932年廃止、現東京都渋谷区）や同北豊島郡西巣鴨町（1932年廃止、現東京都豊島区）など、人口10万人を超えていた町が存在する。また、20世紀の中国地方で最後の合併例となった。

## 広島市への合併をめぐる混乱
町は第二次世界大戦以後、広島市のベッドタウンとして発展し、1970年代には市制移行要件の一つである人口5万人を超えた。一方の広島市は1970年（昭和45年）に「広島市基本構想」を制定し政令指定都市を目指すことを明記。当時、政令指定都市は人口100万人が目安とされていたため、広島市は周辺の市町村の編入合併を推進していた。1973年までに沼田・安佐・可部・祇園・安古市・佐東・高陽・瀬野川・白木の各町が続々と広島市に編入。さらに1974年に熊野跡村・安芸町、1975年に矢野町、船越町も編入し、1980年に広島市は全国10番目の政令指定都市となったが、人口は約90万人にとどまっていたため、広島市としては旧市域に隣接する五日市町や安芸郡府中町との合併協議が重要課題となっていた。
人口が急増していた五日市町では、広島市と合併して都市化の進展を望む意見（合併推進派）と、大都市への編入によってごみ処理などの行政サービスの質が低下するなどの懸念から合併を拒否し、単独市制移行を望む意見（単独市制派）との間で対立が生じた。1970年頃から1984年12月の広島市編入議案の採決に至るまで長期間にわたり混乱が続いた。町議会はたびたび紛糾し、常に野次や怒号が飛び交っていた。傍聴席にいた反対派住民が議場内で発煙筒を焚いたり、混乱防止のため派遣されていた私服警官を取り囲んで議場の外に追い出したりする様子は全国ニュースでも報じられた。
1981年（昭和56年）5月9日、広島市と合併を協議した町長に対する不信任決議が成立。同18日に町長は議会を解散した。
1984年12月、編入議案を採決しようとした推進派町議および町長に対し、単独市制派の町議が議事進行を妨害。議長席付近でつかみあいとなり町議のスーツが破れたり蹴りあいになったりした。合併に反対する町民が議場内で発煙筒を焚き、さらに放水するなどの妨害行為の中で採決は行われた。1票差で可決し、広島市への編入合併および町の消滅が決定した。
五日市町は1985年3月20日に消滅、同時に広島市に新しい行政区佐伯区が発足した。

## 沿革
- 1889年4月1日 - 町村制施行に伴い、佐伯郡五日市村、海老塩浜、皆賀村が合併し、五海市（いつかいち）村が発足する。
- 1911年10月1日 - 五海市村が村名改称・同時に町制を施行して五日市町になる。
- 1947年（昭和22年）12月6日 - 昭和天皇の戦後巡幸。昭和天皇が出迎えた広島戦災児育成所の孤児を慰問する[3]。
- 1955年4月1日 - 五日市町・石内村・観音村・河内村・八幡村が合併（新設合併）して五日市町になる。
- 1957年6月10日 - 佐方の一部を佐伯郡廿日市町（現廿日市市）に割譲する。
- 1970年 - 広島市が政令指定都市昇格に向けて周辺町村との合併を推進する方針を示したことを契機に、単独市制派と合併賛成派に町が二分される。以後15年間もめ続け、議場が騒然とした雰囲気になったことが度々あった。
- 1985年3月20日 - 広島市に編入されて消滅する。同時に広島市内8番目の行政区・佐伯区が発足する。同日、広島市の人口が100万人を超える。
  - 五日市町役場庁舎はそのまま佐伯区役所庁舎として現在も利用されている。

## 地理
河川
- 八幡川
- 岡ノ下川

山
- 窓ヶ山（標高711.2m）
- 向山（標高665.9m）
- 大茶臼山（標高413.2m）
- 鈴ヶ峰（標高312m）
- 鬼ヶ城山（標高282.5m）

## 人口の変遷
- 1920年　 11,355
- 1925年　 11,252
- 1930年　 11,320
- 1935年　 11,719
- 1940年　 12,710
- 1947年　 19,608
- 1950年　 20,406
- 1955年　 21,543
- 1960年　 23,629
- 1965年　 31,993
- 1970年　 45,942
- 1975年　 64,893
- 1980年　 87,325
- 1985年　 97,459（廃止時点）

## 行政
町村長、助役、収入役は以下の通りである。

### 町村長
- 谷口嘉一[1][4]
- 森谷群造[1]
- 木田四郎[1]
- 内田廣蔵[1]

### 助役
- 佐藤邦夫[4]

### 収入役
- 古川與一[4]

## 経済

### 産業
農業
田上、谷口、福本、水口姓などの人物が農業を営んでいた。
商工業
商工業者は金穀貸付業の佐上、醤油醸造業の保井、鋳物業の寺地、呉服商の長尾などがいた。

## 名所・旧跡
- 広島市植物公園 - 1976年開園。計画自体は1960年代半ばから存在した。
- 次郎五郎滝
- 魚切ダム・窓竜湖

## 大字・町名
- 旭園（あさひえん）
- 石内（いしうち）
- 五日市（いつかいち）
- 五日市1 - 7丁目（いつかいち）
- 駅前1 - 3丁目（えきまえ）
- 折出（おりで）
- 海老園1 - 4丁目（かいろうえん）
- 海老山町（かいろうやまちょう）
- 上河内（かみごうち）
- 上小深川（かみこぶかわ）
- 観音台（かんのんだい）
- 口和田（くちわだ）
- 倉重（くらしげ）
- 佐方（さかた）
- 五月が丘1 - 5丁目（さつきがおか）
- 下河内（しもごうち）
- 下小深川（しもこぶかわ）
- 昭和台（しょうわだい）
- 新宮苑（しんぐうえん）
- 隅の浜1 - 3丁目（すみのはま）
- 千同（せんどう）
- 高井（たかい）
- 中央1 - 7丁目（ちゅうおう）
- 坪井（つぼい）
- 寺田（てらだ）
- 藤垂園（とうすいえん）
- 利松（としまつ）
- 中地（なかじ）
- 保井田（ほいだ）
- 三筋1 - 3丁目（みすじ）
- 美鈴園（みすずえん）
- 美鈴が丘西1 - 5丁目（みすずがおかにし）
- 美鈴が丘東1 - 5丁目（みすずがおかひがし）
- 美鈴が丘緑1 - 3丁目（みすずがおかみどり）
- 美鈴が丘南1 - 4丁目（みすずがおかみなみ）
- 皆賀（みなが）
- 皆賀1 - 4丁目（みなが）
- 美の里1 - 2丁目（みのり）
- 三宅（みやけ）
- 薬師ヶ丘（やくしがおか）
- 屋代（やしろ）
- 屋代1 - 2丁目（やしろ）
- 八幡ヶ丘（やはたがおか）
- 八幡ヶ丘2 - 3丁目（やはたがおか）
- 吉見園（よしみえん）
- 楽々園1 - 6丁目（らくらくえん）

## 交通（1985年3月19日当時のデータ）

### 鉄道
- 日本国有鉄道（国鉄）山陽本線
  - 五日市駅

- 広島電鉄宮島線
  - 広電五日市駅 - 開業当時は「五日市町駅」、1931年から1961年までは「電車五日市駅」と称した。元々は現在の駅の西200mのところにあり、広島市に合併後の1987年3月に現在地へ移設した。なお移設の同日佐伯区役所前駅が新設された。
  - 楽々園駅

### 道路
国道
- 国道2号 - 町内には旧道（宮島街道）と西広島バイパスの二つがあった。
- 国道433号

主要地方道
- 広島県道41号五日市筒賀線
- 広島県道71号広島湯来線

一般県道
- 広島県道173号久地廿日市線 - 現：広島県道77号久地伏谷線
- 広島県道199号五日市停車場線
- 広島県道265号伴広島線
- 広島県道290号原田五日市線

## 教育（1985年3月19日当時のデータ）
小学校
- 五日市町立石内小学校
- 五日市町立五日市小学校
- 五日市町立観音小学校 - 広島市編入を契機に広島市立五日市観音小学校に改称。
- 五日市町立観音西小学校 - 広島市編入を契機に広島市立五日市観音西小学校に改称。
- 五日市町立河内小学校
- 五日市町立五月が丘小学校
- 五日市町立中央小学校 - 広島市編入を契機に広島市立五日市中央小学校に改称。
- 五日市町立東小学校 - 広島市編入を契機に広島市立五日市東小学校に改称。
- 五日市町立美鈴が丘小学校
- 五日市町立南小学校 - 広島市編入を契機に広島市立五日市南小学校に改称。
- 五日市町立八幡小学校
- 五日市町立八幡東小学校

中学校
- 五日市町立五日市中学校
- 五日市町立五月が丘中学校
- 五日市町立三和中学校
- 五日市町立南中学校 - 広島市編入を契機に広島市立五日市南中学校に改称。

高等学校
- 広島県立五日市高等学校
- 学校法人鶴学園広島工業大学附属中学校・広島高等学校

大学
- 学校法人鶴学園広島工業大学

## 五日市町出身の有名人
- 海塚新八（海老屋店主、広島銀行専務取締役、広島貯蓄銀行取締役頭取、広島米取引所理事） - 海老塩浜（五日市町）に塩田経営の清水屋新平の次男に生まれ、20歳のときに広島の西本川の肥物商（肥料問屋）・海老屋の養子となる[5]。